# Westminster Bridge
Westminster Bridge (en català, pont de Westminster) és un pont, sobre el riu Tàmesi, que uneix Westminster i Lambeth, situat a Londres, Anglaterra, Regne Unit.
El primer pont de Westminster va ser un pont de pedra construït entre 1738 i 1750. Va ser el segon pont que es va construir per travessar el riu, trencant el monopoli que, fins llavors, tenia el Pont de Londres; va tenir un paper molt important en l'obertura al desenvolupament del sud de Londres.

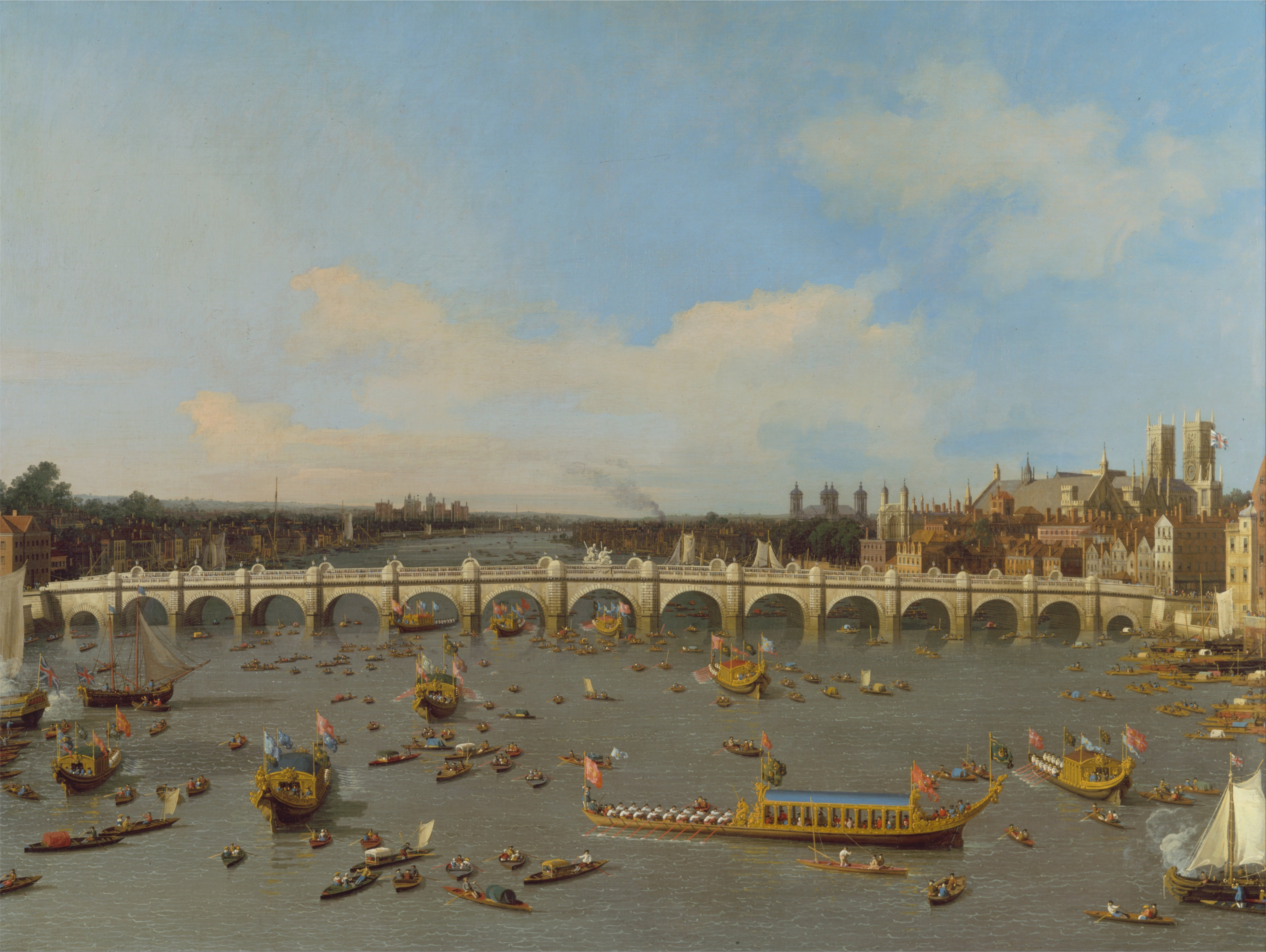
El primer Pont de Westminster. Oli de Canaletto (1746)

El pont actual va ser dissenyat per Thomas Page i es va inaugurar l'any 1862. Té una longitud total de 250 metres, una amplada de 26 metres i compta amb set arcs de metall amb detalls gòtics de Charles Barry (l'arquitecte del Palau de Westminster). El pont de Westminster és l'únic pont sobre el Tàmesi que té set arcs i és el més antic de la zona central del riu. Quan va ser construït tenia dues vies de tren, de dos metres d'amplada, que van ser eliminades l'any 1952.
El color predominant d'aquest pont és el verd, el mateix color del cuir de la tapisseria dels seients de la Cambra dels Comuns del Regne Unit que està a la zona del Palau de Westminster més propera al pont. Aquest color contrasta amb el color del Pont de Lambeth, que és vermell, com els seients de la Cambra dels Lords que és al costat oposat del Parlament. L'any 2005, es va dur a terme una completa remodelació, acabada el 2007.
El pont de Westminster uneix el Palau de Westminster, ubicat al marge oest del riu, amb el County Hall i el London Eye, situats al marge est. Aquest pont ha estat el punt d'arribada dels primers anys de la Marató de Londres.